# U.S. F2000
De U.S. F2000 of volledig de Cooper Tires presents the U.S. F2000 National Championship powered by Mazda is een raceklasse in de Verenigde Staten vergelijkbaar met de Formule Ford. Nadat het kampioenschap na 2006 verdween werd het door de Indy Racing League in 2010 weer heropgestart.
De raceklasse is verdeeld in twee klasses. De auto's uit de kampioenschapsklasse hebben een Van Diemen-chassis en rijden met een Mazda-motor. Auto's uit het nationale kampioenschap rijden met een Ford-motor en gebruiken een Formule Ford- of een Formule Continental-chassis.
Het kampioenschap wordt gedeeltelijk gereden in het voorprogramma van de IndyCar Series en verder staan enkele races op het voorprogramma van de American Le Mans Series. In 2011 werd er naast het reguliere kampioenschap het F2000 Winterfest kampioenschap gehouden dat bestond uit vijf races die gereden werden op twee circuits en werd gewonnen werd door Zach Veach (Andretti Autosport).

## Kampioenschappen
| Jaar                          | Kampioen            | Team                  |
| ----------------------------- | ------------------- | --------------------- |
| 1992                          | Chris Simmons       |                       |
| 1993                          | Chris Simmons       |                       |
| 1994                          | Clay Collier        |                       |
| 1995                          | Jeret Schroeder     |                       |
| 1996                          | Steve Knapp         |                       |
| 1997–1998, geen kampioenschap |                     |                       |
| 1999                          | Dan Wheldon         |                       |
| 2000, geen kampioenschap      |                     |                       |
| 2001                          | Jason Lapoint       |                       |
| 2002                          | Bryan Sellers       |                       |
| 2003                          | Jonathan Bomarito   |                       |
| 2004                          | Bobby Wilson        |                       |
| 2005                          | Jay Howard          |                       |
| 2006                          | J.R. Hildebrand     |                       |
| 2007–2009, geen kampioenschap |                     |                       |
| 2010                          | Sage Karam          | Andretti Autosport    |
| 2011                          | Petri Suvanto       | Andretti Autosport    |
| 2012                          | Matthew Brabham     | Cape Motorsports      |
| 2013                          | Scott Hargrove      | Cape Motorsports      |
| 2014                          | Florian Latorre     | Cape Motorsports      |
| 2015                          | Nico Jamin          | Cape Motorsports      |
| 2016                          | Anthony Martin      | Cape Motorsports      |
| 2017                          | Oliver Askew        | Pabst Racing Services |
| 2018                          | Kyle Kirkwood       | Cape Motorsports      |
| 2019                          | Braden Eves         | Cape Motorsports      |
| 2020                          | Christian Rasmussen | Cape Motorsports      |
| 2021                          | Kiko Porto          | DEForce Racing        |
| 2022                          | Michael d'Orlando   | Cape Motorsports      |
| 2023                          | Simon Sikes         | Pabst Racing          |
| 2024                          | Max Garcia          | Pabst Racing          |
| 2025                          | Jack Jeffers        | Exclusive Autosport   |